# Phoebe Bridgers
Phoebe Lucille Bridgers, född 17 augusti 1994 i Pasadena i Kalifornien, är en amerikansk sångerska, låtskrivare, musikproducent, och skådespelerska. Hon gjorde sin solodebut med studioalbumet Stranger in the Alps (2017), och släppte sedan albumet Punisher (2020), som hyllades av kritiker och blev nominerat till fyra Grammy Awards, för bland annat Best New Artist. Hon är även medlem i musikgrupperna boygenius (med Julien Baker och Lucy Dacus) och Better Oblivion Community Center (med Conor Oberst).

## Karriär
Bridgers fick sitt genombrott med singeln Killer, släppt på Ryan Adams skivbolag PAX AM.
Den 22 september 2017 släppte Bridgers sitt debutalbum Stranger in the Alps som fick positiv kritik. För att kunna självfinansiera debutalbumet medverkade hon i diverse reklamfilmer. Albumet producerades av Tony Berg och Ethan Gruska. I juni 2020 släppte hon sitt andra album Punisher.

### boygenius
Tillsammans med Julien Baker och Lucy Dacus bildade Bridgers supergruppen boygenius. De släppte tre sånger i augusti 2018 och tillkännagav en EP och en turné. EP:n, som heter boygenius, kom ut den 26 oktober 2018. 18 januari 2023 släppte de tre nya singlar, och deras första album ”the record” kom ut den 31 mars samma år.

#### Better Oblivion Community Center
Bridgers och Conor Oberst avslöjade sitt nya band, Better Oblivion Community Center, på The Late Show with Stephen Colbert och släppte sitt självbetitlade debutalbum den 24 januari 2019.

## Privatliv
Phoebe Bridgers är öppet bisexuell. Hon var tillsammans med Ryan Adams under 2014. Hennes låt "Motion Sickness" handlar om deras relation. Hon och en grupp med flera andra kvinnor anklagade honom för psykisk misshandel i en artikel i New York Times från 2019. Hon var tillsammans med trummisen Marshall Vore till början av 2017. De skrev tillsammans låten "ICU" som handlar om deras relation. De är fortfarande nära vänner och kollegor.
2020–2022 var Bridgers tillsammans med den irländske skådespelaren Paul Mescal. Han medverkade i Bridgers musikvideo till låten "Savior complex" som regisserades av Phoebe Waller-Bridge. Bridgers nuvarande i ett förhållande med komikern Bo Burnham sedan 2022.
Hon har haft problem med allvarliga depressioner och ångest vilket hon pratat öppet om.

## Diskografi

### Solo

#### Studioalbum
- 2017 – Stranger in the Alps
- 2020 – Punisher

#### EP
- Killer (2015)

### boygenius

#### EP
- boygenius (2018)

### Better Oblivion Community Center
- Better Oblivion Community Center (2019, med Conor Oberst)